# Bahía Antarctic

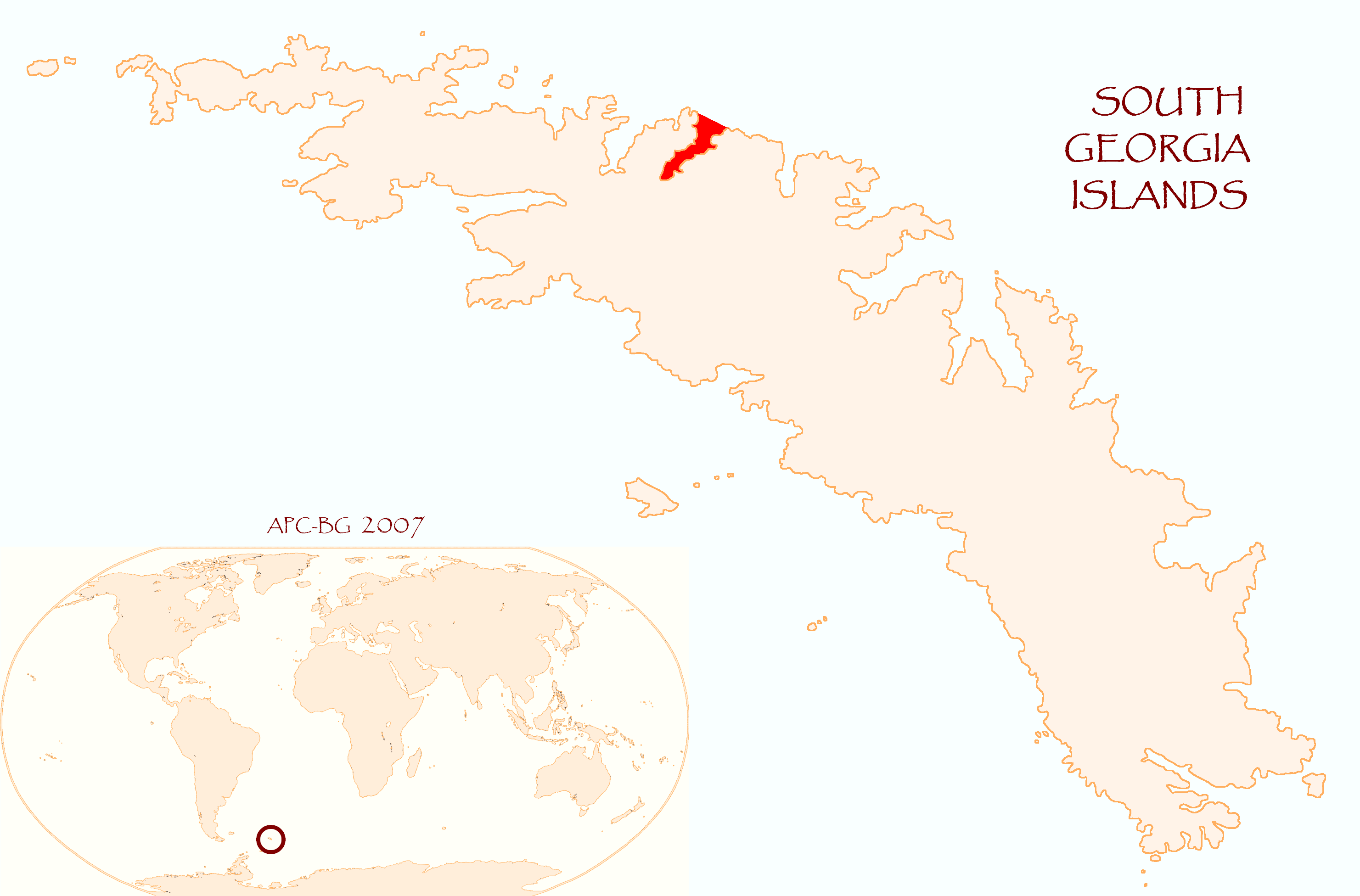
Localización en la isla San Pedro.

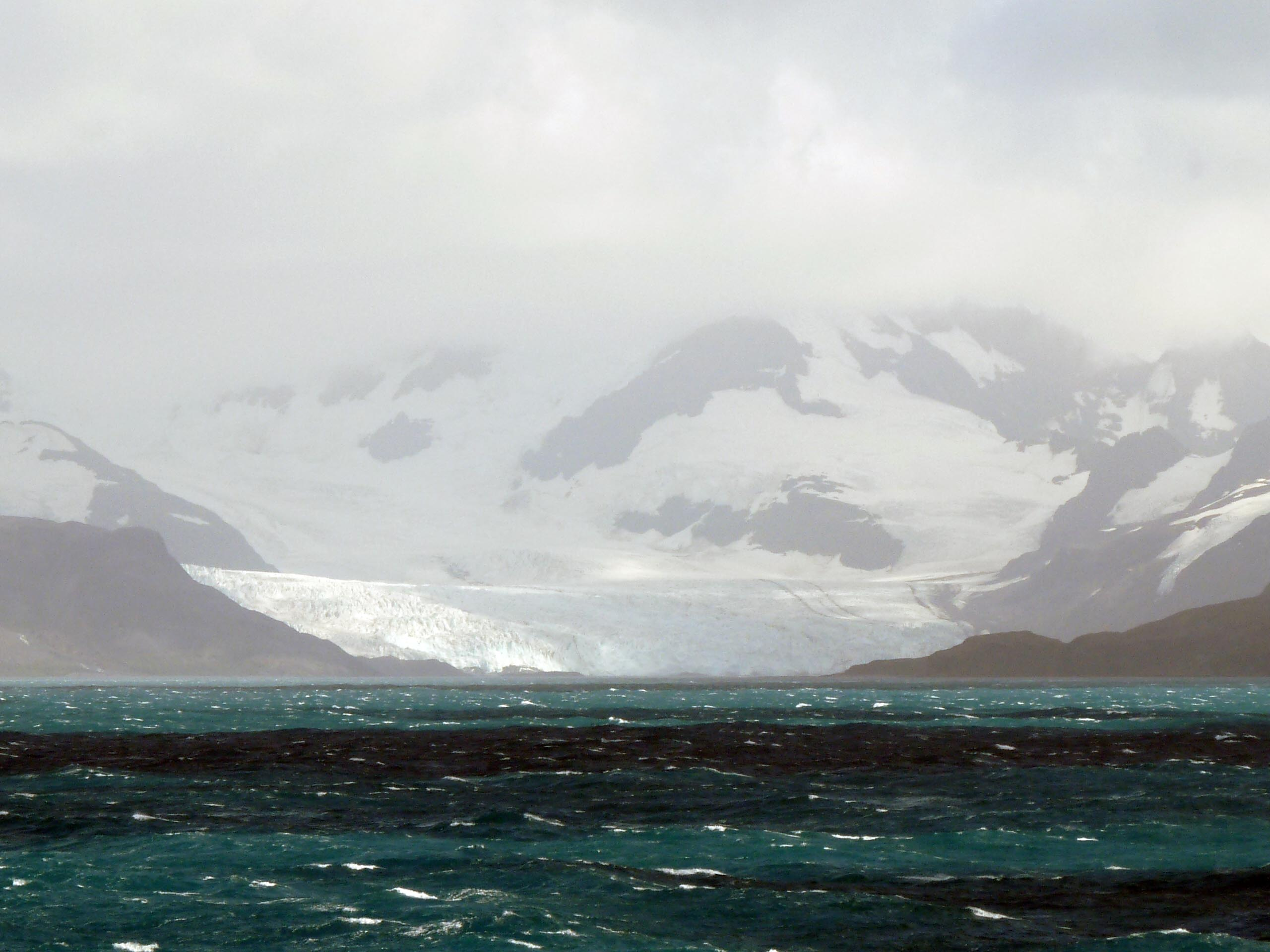
Vista

La Bahía de la Antártida (en inglés: Antarctic Bay) (54°6′S 36°59′O / -54.100, -36.983) es una bahía de 1 milla (1,6 km) de ancho que se aleja 4 millas (6 km) al suroeste, entró entre la punta Antarctic y la punta Morse en la costa norte de la isla San Pedro. Probablemente se avistó por primera vez por una expedición británica al mando de James Cook en 1775, y fue explorada en 1902 por los miembros de la Expedición Antártica Sueca, bajo Otto Nordenskiöld, que la llamaron por su buque, la Antarctic. Un anterior nombre alternativo fue puerto Woodward, por las cercanías al monte Woodward.